# 新蒙杜 (馬托格羅索州)
新蒙杜是巴西马托格罗索州的一个市镇。总面积5801.766平方公里，总人口6725人，人口密度1.2人/平方公里。